# Magnus Fryklund
Magnus Fryklund (geboren 1990 in Karlstad) ist ein schwedischer Pianist und Dirigent.

## Leben und Werk
Fryklund tritt als Solist und Kammermusiker bei Konzerten in Schweden, Dänemark und Deutschland unter anderem mit Musica Vitae und dem Athelas Ensemble auf. Er studierte am Königlich Dänischen Konservatorium und schloss sein Studium im Juni 2017 ab. Bereits während seiner Studienzeit leitete er das Concerto Copenhagen, das Sjællands Symphony Orchestra sowie die Symphonieorchester von Odense, Aarhus und Aalborg Von 2017 bis 2019 ist er Young Conductor in Residence beim Helsingborger Symphonieorchester.
Erste Erfahrungen als Operndirigent gewann er am Konservatorium, wo er Leoš Janáčeks Das schlaue Füchslein und Maurice Ravels L’enfant et les sortilèges leitete. Oper dirigierte er weiters beim Kopenhagen Opern Festival, in Dalhalla und an der Oper Malmö – an allen Orten die romantische Nummernoper Lakmé des französischen Komponisten Léo Delibes. In Malmö hatte er zuvor bereits Die Hochzeit des Figaro geleitet. Er stand dort auch bei folgenden Produktionen der Spielzeit 2017 bis 2018 am Pult: Fiddler on the Roof, Hänsel und Gretel, Rigoletto. Zu Beginn der Spielzeit 2018–19 übernahm er in Malmö die musikalische Leitung der West Side Story von Leonard Bernstein, inszeniert von Kasper Holten.

## Auszeichnung
- 2013: Talentpreis des Léonie Sonnings Musikfonds